# Étienne Cartier
Pour les articles homonymes, voir Cartier.
Étienne Cartier, né le 24 septembre 1813 à Tours et mort le 5 novembre 1887 à l'abbaye Saint-Pierre de Solesmes, est un bénédictin, historien et théoricien de l'art, moraliste, traducteur et peintre français.

## Biographie
Étienne Cartier est le fils d'Étienne-Jean-Baptiste Cartier et de Judith Thérèse Gaillard.
Il suit sa scolarisé à Paris, notamment au collège de Vaugirard sous l'abbé Poiloup.
En 1839, il prend part à la fondation de la Confrérie de Saint-Jean-l'Évangéliste sous l'égide du père Henri Lacordaire, qu'il assiste au collège de Sorèze de 1853 à 1861.
À Tours durant la guerre franco-allemande de 1870, il se retire l'année suivante à l'abbaye Saint-Pierre de Solesmes.

## Publications
- M. Larnac, par M. E. Cartier, notice lue à l'assemblée générale de l'Association des secrétaires et anciens secrétaires de la Conférence des avocats à Paris, le 21 décembre 1896 (1897)
- Lumière et ténèbres, lettres à un franc-maçon (1888)
- Les Moines de Solesmes. Expulsion du 6 novembre 1880 et du 22 mars 1882 (1882)
- L'Art chrétien, lettres d'un solitaire (1881)
- Étude sur l'art chrétien (1879)
- Les sculptures de Solesmes. Nouvelle édition, augmentée d'une étude sur le plan primitif de l'église abbatiale de Saint-Pierre (1877)
- L'art et la charité (1870)
- Vie du R.P. Hyacinthe Besson, de l'Ordre des frères prêcheurs (1869)
- Un religieux dominicain, le R.P. Hyacinthe Besson (1865)
- La Question romaine (1860)
- Le Bien et le Mal, tableau de M. V. Orsel, gravure de V. Vibert (1859)
- Vie de fra Angelico de Fiesole, de l'ordre des Frères prêcheurs (1857)
- Appel aux honnêtes gens, considérations sur le repos du dimanche pour l'homme, la famille, la société, l'industrie et le commerce (1856)
- Une Nuit pendant l'inondation (1856)
- Histoire des reliques de saint Thomas d'Aquin (1854)
- De la Peinture encaustique des anciens et de ses véritables procédés (1845)
- Examen et défense du système de Fourier (1844)
- Recherches sur quelques médailles historiques du XVIe siècle, lettre de M. Étienne Cartier fils à M. Cartier père...

### Traductions
- Œuvres du B. Henri Suso, de l'ordre des frères prêcheurs. Paris : Sagnier et Bray, 1852.
- Vie de sainte Catherine de Sienne, par le B. Raymond de Capoue, son confesseur, suivie du supplément du B. Thomas Caffarini, et des témoignages des disciples de sainte Catherine, au procès de Venise. Paris : Sagnier et Bray, 1853 ; 2e éd. Paris : Librairie de Mme Vve Poussielgue-Rusand, 1859, 2 vol.
- Lettre de sainte Catherine de Sienne. Paris : V. Dindron, 1854.
- Dialogue de sainte Catherine de Sienne, suivi de ses prières recueillies par ses disciples et de son Traité de la perfection, d'après le manuscrit du Vatican. Paris : Librairie de Mme Vve Poussielgue-Rusand, 1855, 2 vol.
- Lettres de sainte Catherine de Sienne. Paris : Librairie de Mme Vve Poussielgue-Rusand, 1858, 3 vol. ; 2e éd. Paris : Librairie Poussielgue Frères, 1886.
- Conférences de Cassien sur la perfection religieuse. Paris : Librairie Poussielgue Frères, 1868, 2 vol.
- Institutions de Cassien. Paris : Librairie Poussielgue Frères, 1872.
- Dialogues de saint Grégoire le Grand. Paris : Librairie Poussielgue Frères, 1875.
- Gesù Cristo. Con uno studio sull'arte cristiana per E. Cartier, Firenze : Tipografia della Pia casa di patronato pei minorenni, 1883.
- Vie de saint Benoît, extraite des Dialogues de saint Grégoire le Grand. 3e éd. Solesmes : imprimerie Saint-Pierre, 1887.
- L'Église et ses ennemis, paraphrase du psaume LXXIX « Qui regis Israel, intende », par Jérôme Savonarole. Paris : Librairie Poussielgue Frères, 1867.